# 마시멜로
마시멜로(영어: marshmallow)는 스펀지 형태의 사탕류 식품이다. 설탕이나 콘 시럽, 뜨거운 물로 부드러워진 젤라틴, 포도당, 조미료로 거품을 일으킨 다음 굳혀서 만든다. 이 과자의 기원은 젤라틴 대신에 관목 식물인 마시멜로(Althaea officinalis)의 뿌리즙을 이용한 전통 조리법에서 왔다는 것이 보편적인 통념으로, 이 뿌리즙은 호흡기 질환을 완화하는 효과가 있다.

## 역사
마시멜로 식물이 약용으로 쓰여오면서, 오늘날의 과자 형태의 기원은 이보다 더 오래된 조리법에 더 가깝다. 마시멜로 식물의 줄기를 벗기면, 현재 생산되는 마시멜로 과자 제품처럼 부드럽고 스펀지 같은 알맹이가 드러난다. 이것을 설탕 시럽에 넣어 끓이고 말리면, 부드럽고 질긴 과자가 된다. 현재 시판되는 마시멜로는 19세기 후반에 발명되었다. 제과회사 두막이 1948년 압출 방식으로 특허를 받은 후 마시멜로는 부드럽고, 조각난 원통형에 콘스타치와 가루 설탕을 묻힌 형태로 생산되었다. 모든 회사가 가루 설탕을 사용하는 것은 아니다. 미국과 캐나다에서는 크래프트 푸드와 두막 주식회사에서 판매용 마시멜로를 주로 생산하며, 록키마운틴(Rocky mountain), 제트-퍼프드 (Jet-Puffed), 캠프파이어 (Campfire)에는 구워서, 키드 (Kidd), 이밖에도 다양한 독자적인 가게 라벨 등을 붙여서 판매한다.
마시멜로는 스모어즈, 맬로머즈, 핍스, 위핏츠와 다른 과자, 라이스 크리스프 트리츠, 로키 로드의 아이스크림 맛, 핫 초콜릿의 윗부분과 참마 등 여러 가지 식료품에 사용된다. 조사 결과에 따르면 미국인들은 1년에 41,000여 톤의 마시멜로를 소비한다고 한다.

## 틱톡
동영상 SNS인 틱톡에선 버너에 마시멜로를 구워서 마시멜로의 껍질 부분을 벗겨서 먹는 먹방도 유행했다.

## 같이 보기
- 스모어
- 후식
- 간식
- 아이스크림
- 초콜릿
- 틱톡
- 과자
- 케이크
- 카라멜
- 롤리팝
- 사탕